# Jakub Burzyński
Jakub Burzyński (ur. 11 lutego 1976 w Zabrzu) – polski teoretyk muzyki, śpiewak (kontratenor, haute-contre), pianista, klawesynista i dyrygent. Założyciel i kierownik artystyczny zespołu muzyki dawnej La Tempesta.

## Wykształcenie
W 1990 ukończył Państwową Szkołę Muzyczną I stopnia w Zabrzu w klasie fortepianu, w 1994 Państwowe Liceum Muzyczne im. K. Szymanowskiego w Katowicach w klasie fortepianu, z indywidualnym tokiem nauczania w kierunku Teorii Muzyki. W latach 1995–1999 uczestniczył w Letniej Szkole Dawnego Tańca i Muzyki w Sandomierzu. W 1999 uzyskał dyplom na Wydziale Kompozycji, Dyrygentury i Teorii Muzyki na Akademii Muzycznej w Katowicach, a w 2004 kolejny, na Wydziale Wokalno-Aktorskim Akademii Muzycznej w Bydgoszczy.

## Działalność
W 1998 roku założył w Warszawie zespół muzyki dawnej La Tempesta, z którym regularnie koncertuje i nagrywa repertuar 16-19 wieku w nurcie wykonawstwa historycznie poinformowanego. Z zespołem tym nagrał ponad 20 albumów CD dla firm BIS, ARTS, DIVOX, MUSICON oraz DUX, w tym kilkanaście płyt z muzyką z archiwów Jasnej Góry. Album z utworami Antonia Vivaldiego Vespers of Sorrow okrzyknięty został Płytą Roku 2004 brytyjskiego portalu Music Web International. Fragment tego albumu znalazł się na ścieżce muzycznej francuskiego filmu Divines (2016), uhonorowanego podczas Festiwalu Filmowego w Cannes nagrodą Camera d’or. Album z muzyką Mikołaja Zieleńskiego Rosarium Virginis Mariae był najlepiej sprzedającą się płytą w województwie świętokrzyskim według zestawienia Empiku z czerwca 2018. W 2019 roku został nominowany w kategorii Dyrygent Roku do prestiżowej nagrody OPUS KLASSIK. W 2020 roku powstał film dokumentalny Dyskretny urok polichóralności o stylu polichóralnym w muzyce Mikołaja Zieleńskiego (koncepcja Jakub Burzyński, zdjęcia Radosław Salamończyk) z udziałem zespołu La Tempesta. W tym samym roku zapoczątkowany został projekt cykliczny pt. Fabryka Madrygałów, prezentujący w nowatorski sposób muzykę kilku stuleci inspirowaną madrygałem. Pod koniec 2020 zespół La Tempesta pod dyrekcją Jakuba Burzyńskiego dokonał pierwszego polskiego studyjnego nagrania oratorium Mesjasz Georga Friedricha Händla. W 2024 roku odznaczony został Brązowym Medalem "Zasłużony Kulturze Gloria Artis".
Występuje również w repertuarze koncertowym z takimi zespołami, jak Orkiestra Sinfonia Varsovia, Orkiestra Filharmonii Śląskiej, Śląska Orkiestra Kameralna, Concerto Polacco, Pandolfis Consort, Kwartet Akademos, Sabionetta, Ars Nova, Czech Ensemble Baroque, Risonanza, Consortium Sedinum, Schola Cantorum Gedanensis, Polska Orkiestra Radiowa, Akademicka Orkiestra Barokowa (Katowice), Orkiestra Historyczna, Nowa Orkiestra Kameralna i in. Oprócz muzyki barokowej i klasycznej chętnie sięga po utwory współczesne: w 2013 roku śpiewał główną partię w prawykonaniu opery Poiesis Przemysława Zycha, w 2014 roku Crying in the Wilderness Alexandra Raskatova podczas 42 Istanbul Music Festival, a w 2018 roku partię solową w utworze Girovago Jakuba Sarwasa podczas Gliwickiego Festiwalu Bachowskiego.
Od 2001 do 2005 współpracował jako solista z Warszawską Operą Kameralną. Od 2006 do 2019 roku był członkiem Chóru Filharmonii Narodowej w Warszawie, wykonując tam również partie solowe w utworach Vivaldiego, Brittena, Pendereckiego i Raskatova. Z zespołem tym zdobył nagrodę Grammy za album z dziełami chóralnymi Krzysztofa Pendereckiego (2017). Od 2008 roku prowadzi klasy śpiewu solowego i zespołowego podczas letnich kursów muzyki dawnej w Czechach: Kelč, Holešov, Valtice, Broumov. W latach 2009–2012 występował na deskach Teatru Narodowego w Warszawie w spektaklu Umowa, czyli Łajdak ukarany Pierre’a de Marivaux w reżyserii Jacquesa Lasalle’a u boku takich aktorów, jak Jerzy Radziwiłowicz, Grzegorz Małecki czy Małgorzata Kożuchowska. Od 2012 roku jest stałym prelegentem Festiwalu Cichej Muzyki w Toruniu. W 2012 roku stworzył – wraz z Julitą Mirosławską – Festiwal Muzyczny Barok w Radości. W 2015 roku, wraz z Martinem Sobczykiem, zapoczątkował Międzynarodową Letnią Szkołę Muzyki Dawnej Schloss Scharfeneck na Zamku Sarny w Ścinawce Górnej.

## Wyróżnienia i nagrody
- 1992 wyróżnienie w I Konkursie kompozytorskim Patri Patriae w Katowicach[20].
- 1993 wyróżnienie na I Ogólnopolskim Konkursie „Wokół Witolda Lutosławskiego” w Białymstoku[21].
- 1994 II miejsce na III Międzywojewódzkim Konkursie Solfeżowym w Katowicach[21].
- 1997/98 Stypendium Ministra Kultury i Sztuki.
- 1998/99 Stypendium Ministra Kultury i Sztuki.
- 2003 wyróżnienie pamięci Eugenii i Juliana Kulskich na Festiwalu Muzyki Dawnej w Warszawie (z zespołem La Tempesta).
- 2004 Recording of the Year portalu Music Web International (z zespołem La Tempesta)[3].
- 2017 Grammy Award (z Chórem Filharmonii Narodowej w Warszawie)[22].
- 2018 Stypendium Ministra Kultury i Dziedzictwa Narodowego na badania wpływu stylu polskiego na europejską muzykę wokalną 18 wieku[23].
- 2019 Nominacja w trzech kategoriach do nagrody OPUS KLASSIK: Dyrygent Roku, Zespół Roku (z La Tempesta), Muzyka Chóralna (z La Tempesta)[6].
- 2024 Brązowy Medal "Zasłużony Kulturze Gloria Artis".

## Role operowe
- Henry Purcell: King Arthur (Cold Genius i in.) Festiwal Muzyczny w Znojmo (Republika Czeska), Festiwal Operowy w Trebic (Republika Czeska).
- Marc-Antoine Charpentier: Actéon (Actéon) Festiwal Muzyka Dawna w Starym Sączu.
- Antonio Vivaldi: Dorilla in Tempe (Apollo/Nomio) Festiwal Muzyczny w Znojmo (Republika Czeska), Festiwal Operowy w Trebic (Republika Czeska)[24].
- George Frideric Händel: Rinaldo (Goffredo) Festiwal Oper Jerzego Fryderyka Haendla w Warszawie.
- George Frideric Händel: Giulio Cesare (Tolomeo) Praska Opera Kameralna, Divadlo Frantiska Saldy w Libercu.
- Domenico Sarri: Didone Abbandonata (Araspe) Ruiny Teatru w Gliwicach.
- Josef Mysliveček: Motezuma (Motezuma) Festiwal Muzyczny w Znojmo, Janackuv Maj w Ostrawie, Festiwal Musica Holesov, cykl Bacha na Mozarta w Brnie[25].
- Wolfgang Amadeus Mozart: Apollo et Hyacinthus (Hyacinthus) Festiwal Mozartowski w Warszawie.
- Wolfgang Amadeus Mozart: Mitridate, re di Ponto (Farnace) Festiwal Mozartowski w Warszawie.
- Zygmunt Krauze: Balthazar (Mocarz) Festiwal Oper Współczesnych w Warszawie.
- Przemysław Zych: Poiesis (Homer/Poeta) Bydgoski Festiwal Operowy[14].

## Wybrana dyskografia
- Antonio Vivaldi: Vespers of Sorrow (BIS Records, 2004. BIS-1426 CD)[26].
- Amando Ivancic: Oratoria (Musicon, 2008. MCCD33)[27].
- Johann Sebastian Bach: Purification Mass (ARTS MUSIC, 2009. 47749)[28].
- Podobieństwo żywota krześcijańskiego (SARTON, 2013. 013-1)[29].
- Krzysztof Penderecki: Magnificat (NAXOS, 2015. 8.572697)[30].
- Mikołaj Zieleński: Rosarium Virginis Mariae (DIVOX, 2018. CDX-71401-6)[31].
- George Frideric Handel: Messiah (MUSICA HUMANA, 2020. MHCD006)[11][12].

## Ciekawostki
Jakub Burzyński jest cenionym kolekcjonerem figurek Star Wars z lat 1977–1985 oraz ich polskich kopii. W 2019 roku wydał pierwszą na świecie monografię-przewodnik po polskich kopiach figurek z Gwiezdnych wojen z lat 80 i 90, pt. Far Far Away: A Guide to Unlicensed Vintage Polish Star Wars Figures.